# Роже Мілла
Роже Мілла (фр. Roger Milla), уроджений Альбе́р Роже́ Моо́ Мі́ллер (фр. Albert Roger Mooh Miller; 20 травня 1952, Яунде, Камерун) — колишній камерунський футболіст, який грав на позиції нападника. Включений до списку ФІФА 100.
У 1990—2022 роках — найстарший гравець, який відзначився в раунді плей-оф вирішальних частин чемпіонатів світу.

## Титули та досягнення

### Командні
«Леопард»
- Чемпіон Камеруну: 1972

«Монако»
- Володар Кубка Франції: 1980

«Бастія»
- Володар Кубка Франції: 1981

Камерун
- Володар Кубка африканських націй: 1984, 1988
- Срібний призер Кубка африканських націй: 1986
- Володар афро-азійського кубка націй: 1985, 1989

### Особисті
- Включений до списку ФІФА 100
- Другий серед африканських футболістів у списку найкращих футболістів XX сторіччя за версією IFFHS

## Статистика
Статистика виступів за французькі клуби:
| Сезон                           | Клуб                            | Чемпіонат                       | Чемпіонат | Чемпіонат | Кубок | Кубок | Єврокубки | Єврокубки | Єврокубки | Всього | Всього |
| Сезон                           | Клуб                            | Ліга                            | І         | Г         | І     | Г     | Турнір    | І         | Г         | І      | Г      |
| ------------------------------- | ------------------------------- | ------------------------------- | --------- | --------- | ----- | ----- | --------- | --------- | --------- | ------ | ------ |
| 1977-78                         | «Валансьєн»                     | Д-1                             | 0         | 0         |       |       |           |           |           |        |        |
| 1978-79                         | «Валансьєн»                     | Д-1                             | 27        | 6         | 1     | 1     |           |           |           | 28     | 7      |
| 1979-80                         | «Монако»                        | Д-1                             | 16        | 2         | 8     | 3     | КУ        | 2         | 0         | 26     | 5      |
| 1980-81                         | «Бастія»                        | Д-1                             | 30        | 9         | 9     | 8     |           |           |           | 39     | 17     |
| 1981-82                         | «Бастія»                        | Д-1                             | 23        | 8         | 6     | 3     | КВК       | 4         | 3         | 33     | 14     |
| 1982-83                         | «Бастія»                        | Д-1                             | 29        | 13        | 2     | 0     |           |           |           | 31     | 13     |
| 1983-84                         | «Бастія»                        | Д-1                             | 31        | 5         | 3     | 1     |           |           |           | 34     | 6      |
| 1984-85                         | «Сент-Етьєн»                    | Д-2 ПТ                          | 31 1      | 22 0      | 9     | 4     |           |           |           | 41     | 26     |
| 1985-86                         | «Сент-Етьєн»                    | Д-2                             | 28        | 9         | 2     | 2     |           |           |           | 30     | 11     |
| 1986-87                         | «Монпельє»                      | Д-2                             | 33        | 18        | 4     | 2     |           |           |           | 37     | 20     |
| 1987-88                         | «Монпельє»                      | Д-1                             | 33        | 12        | 4     | 3     |           |           |           | 37     | 15     |
| 1988-89                         | «Монпельє»                      | Д-1                             | 29        | 7         | 2     | 0     | КУ        | 2         | 0         | 33     | 7      |
| Всього в Лізі 1 Всього в Лізі 2 | Всього в Лізі 1 Всього в Лізі 2 | Всього в Лізі 1 Всього в Лізі 2 | 220 94    | 62 49     | 50    | 27    |           | 8         | 3         | 372    | 151    |